# Freshkills Park
Freshkills Park est un parc public en cours d'aménagement construit au sommet d'une ancienne décharge à Staten Island. Sur 8,9 km² (890 hectares) ce sera le plus grand parc aménagé à New York depuis le XIXe siècle. Sa construction a débuté en octobre 2008 et devrait se poursuivre par phases pendant environ 30 ans. Lorsqu'il sera entièrement achevé vers 2035-2037, Freshkills Park sera le deuxième plus grand parc de New York, après Pelham Bay Park dans le Bronx, et aura près de trois fois la taille de Central Park à Manhattan. Le parc est envisagé comme une destination intégrant des prairies ouvertes, des voies navigables et des structures pour les activités sociales, culturelles et physiques. Des sections du parc seront reliées par des voies pour les véhicules et un réseau de sentiers pour les cyclistes et les piétons. Le Département des Parcs et des Loisirs de la Ville de New York (NYC Parks) gère le projet avec le Département de l'Assainissement de la Ville de New York.

## Histoire
La décharge de Fresh Kills a reçu les déchets municipaux de la ville de New York de 1947 à 2001. Il y avait des zones humides à marée, des forêts et des zones humides d'eau douce. L'endroit était considéré comme idéal pour le développement, la valeur des zones humides pour amortir les ondes de tempête et filtrer l’eau n’étant pas comprise à l’époque.
Le plan initial était de surélever le terrain en le remblayant pendant trois ans, puis de le réaménager en zone polyvalente avec des composantes résidentielles, récréatives et industrielles. Cependant, trois ans se sont transformés en cinquante ans. La population de la ville de New York augmentait et générait davantage de déchets, et il était facile d'étendre les opérations de remplissage à Staten Island. La décharge a accepté les déchets de 1948 à 2001. En 1955, la décharge était la plus grande du monde. Au plus fort de son exploitation, le contenu de vingt barges – transportant chacune 650 tonnes de déchets – était ajouté chaque jour au site. En 1996, le monticule avait atteint une hauteur de 53 mètres, plus haute que la statue de la Liberté dans le port voisin de New York. Bien que les habitants de Staten Island aient tenté à plusieurs reprises de mettre fin aux opérations de la décharge, les efforts en justice n'ont finalement abouti qu'en 1996, lorsque des réglementations ont été adoptées pour fermer la décharge d'ici 2002. Sous la forte pression communautaire et avec le soutien de l'Agence américaine de protection de l'environnement (EPA), la décharge a été fermée le 22 mars 2001, mais elle a été rouverte après les attentats du 11 septembre contre le World Trade Center à Manhattan. Presque tous les matériaux du site du World Trade Center ont été envoyés à la décharge pour examen. Des milliers de détectives et de spécialistes des preuves médico-légales y ont travaillé pour tenter de récupérer les restes des personnes tuées lors des attaques. Au final, 4 257 restes humains ont été retrouvés, ainsi que plus de 1 600 effets personnels. Le médecin légiste en chef de la ville conserve la garde de tous les documents encore non identifiés dans un établissement situé au sein du Mémorial du 11 septembre à Manhattan. Les matériaux restants à Fresh Kills ont ensuite été enfouis dans une partie de la décharge, connue sous le nom de West Mound. Par la suite, la décharge a été fermée définitivement, en prévision de la création d'un parc sur le site.
Deux des quatre monticules du site – les monticules appelés Nord et Sud – ont été recouverts à la fin des années 1990 par une couverture imperméable séparant les déchets de l'environnement. Le recouvrement de l'East Mound, qui deviendra East Park, a commencé en 2007 et s'est achevé en 2011. Le recouvrement du West Mound a commencé en 2011 et devait s'achever en 2022. Le Département de l'Assainissement travaille avec le Département de la Conservation de l'Environnement de l'État de New York  pour respecter les réglementations relatives à la fermeture des décharges écologiquement rationnelles. Aucune zone du parc n'est autorisée à être ouverte au public tant qu'elle ne répond pas aux normes de l'État en matière d'accès public,.

### Concours
En 2001, le Département de l'urbanisme de la ville de New York a organisé un concours international à la suite d'un appel d'offres pour qu'un cabinet d'architecture paysagère élabore un plan directeur pour le parc.
En 2003, James Corner Field Operations a été sélectionné comme lauréat du concours. Le plan directeur a été préparé au cours des années suivantes et publié en mars 2006. En 2006, NYC Parks est devenue l'agence principale supervisant le processus de développement du parc.
Même si la construction du projet gagnant n'était pas garantie, l'initiative a attiré l'attention internationale sur le potentiel esthétique des infrastructures d'énergies renouvelables.

## Planification

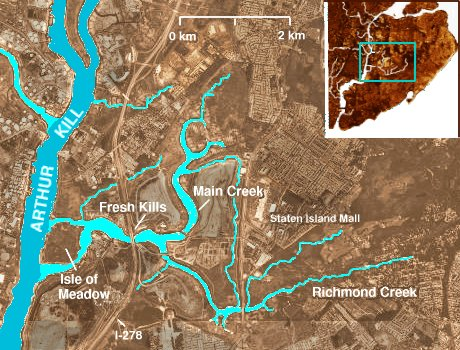
Le site du parc Freshkills vu d'en haut

### Plan directeur
Le plan directeur de 2006 pour le parc Freshkills envisageait le site comme cinq parcs en un, chacun avec un caractère et une approche distincts. Les objectifs comprenaient : des routes pour réduire les embouteillages autour du site du parc Freshkills ; les utilisations récréatives telles que le kayak et les terrains de sport ; et les projets générant et utilisant des sources d’énergie renouvelables. La planification comprenait également la contribution d'un groupe consultatif communautaire composé de dirigeants locaux et d'intervenants.
Les cinq domaines envisagés dans le projet de parc sont :
- North Park : Les 90 hectares de North Park conserveront une grande partie de leur caractère naturel afin d'élargir l'habitat voisin de la réserve faunique William T. Davis. North Park sera en grande partie consacré à la faune, bien que des sentiers pour le vélo, la marche et la randonnée soient également inclus.
- South Park : Comme North Park, South Park contient une quantité importante de zones boisées et de zones humides naturelles, mais également de nombreux espaces plats et non humides pour des utilisations récréatives. Le projet de plan directeur de cette zone de 172 hectares envisageait des courts de tennis, des sentiers, des installations sportives et un centre équestre.
- East Park : Sur 195 hectares, des prairies, des sentiers, des terrains de jeux et des aires de pique-nique ont été proposés pour East Park. Un terrain de golf a également été suggéré comme moyen de générer des revenus. Un réseau routier reliant l'avenue Richmond et l' autoroute West Shore a également été proposé.
- West Park : Après les attentats du 11 septembre au World Trade Center, environ 1,2 million de tonnes de matériaux ont été amenés sur le site de West Park où ils ont été soigneusement triés. Tous les éléments visibles ont été retirés et apportés au bureau du médecin légiste en chef de la ville de New York pour identification et mise en sécurité. Le Département de l'Assainissement a accepté de boucher et de fermer ce monticule, et aucune planification formelle n'a encore été entreprise pour cette zone.
- La Confluence : Située au point de rencontre des deux ruisseaux du site se trouve une zone de 280 000 m² prévue comme centre du parc. La Confluence accueillera des centres de visiteurs et d'information, des restaurants, un port de plaisance, des espaces événementiels et des paysages de loisirs. Un accès par voie navigable à la zone a été proposé via les voies navigables qui permettaient auparavant les livraisons par barge vers la décharge.

### Projets
- Schmul Park : Premier projet dans le quartier de Travis, la rénovation du Schmul Park s'est achevée en 2012. Anciennement un terrain de jeu en asphalte et en grillage, il a été transformé en parc avec de nouvelles surfaces de jeu, des terrains de basket-ball et de handball, et des plantations indigènes[13].
- Owl Hollow Fields : NYC Parks a ensuite entrepris la construction d'Owl Hollow Fields au sud-est du parc. Ce projet comprenait un sentier circulaire, un parking et quatre terrains de football, dont deux avec éclairage nocturne, près de l'intersection d'Arden Avenue et d'Arthur Kill Road. Le projet a été achevé en 2013[14].
- New Springville Greenway : En 2015, NYC Parks a achevé la construction de la New Springville Greenway, une nouvelle piste cyclable et piétonne qui longe le bord de Richmond Avenue[15].
- North Park Phase 1 : En 2017, NYC Parks a inauguré la phase 1 de North Park, un sentier débutant à l'entrée du parc et emmenant les visiteurs le long du monticule nord jusqu'à une vue imprenable sur les ruisseaux. Il y aura une station de compostage, une tour à oiseaux et une terrasse surplombant les zones humides. Ce parc dispose également d'un sentier le reliant au parc Schmul[16]. Cette section a ouvert ses portes le 15 octobre 2023 et a été la première partie du parc Freshkills lui-même à être achevée[17],[18].
- South Park Anchor Park : En 2016, 30 millions de dollars ont été alloués à Freshkills Park dans le cadre du programme Anchor Parks de la ville. Le projet South Park Anchor Park est en cours de conception et comprend des sentiers pédestres, deux terrains polyvalents et un parking[19].

### Énergie renouvelable
En mars 2012, New York a publié un appel d'offres pour la construction d'installations d'énergie solaire et/ou éolienne à Freshkills Park,. Un projet de construction de panneaux solaires a été attribué à SunEdison en novembre 2013. La société ayant fait faillite en 2016, aucun autre projet lié aux énergies renouvelables n'a été réalisé depuis.

## Faune
Le parc en construction abrite une faune diversifiée ; une étude de 2015 a enregistré 320 espèces de plantes et d'animaux sur une période de 24 heures. Les projets de recherche écologique en cours suivent les changements dans la faune à mesure que le site se transforme d'espace industriel en espace vert. Les projets en cours comprennent la surveillance des populations de poissons, la caractérisation de l'habitat des prairies, le baguage des oiseaux migrateurs, la surveillance des oiseaux des prairies et des populations de chauves-souris. Plus de 200 espèces d'oiseaux ont été observées dans le parc. Freshkills Park abrite désormais la plus grande colonie nicheuse de bruants sauterelles de l'État de New York, une « espèce préoccupante » qui a commencé à nicher sur place en 2015. Les espèces sauvages du parc Freshkills comprennent les carouges à épaulettes, les chardonnerets d'Amérique, les buses à queue rousse, les crécerelles d'Amérique, les balbuzards pêcheurs, les faisans, les hirondelles bicolores, les urubusBusard des marais, les busards des marais, les bruants des prés, les bécasses d'Amérique, les cerfs de Virginie, les rats musqués, les renards roux, les tortues serpentines et les tortues à dos diamant.

## Programmes
Tandis que Freshkills Park poursuit son développement, NYC Parks et Freshkills Park Alliance ont organisé des événements et des programmes de loisirs sur place, dans des zones généralement fermées au public. Lors des « Journées de découverte » semestrielles au printemps et à l'automne, les visiteurs ont la possibilité de faire du kayak, du vélo, de la randonnée et du cerf-volant dans une section fermée du parc. La Freshkills Park Alliance gère des programmes éducatifs et publics, notamment des événements de kayak, de cyclisme et de course à pied, des sciences citoyennes, des projets artistiques des visites et des excursions. En 2020, Freshkills Park a commencé à proposer des sorties et des programmes virtuels.